# 首楞嚴三昧經
首楞嚴三昧經，又稱作《首楞嚴經》，大乘佛教經典，收入大正藏经集部（《大正新修大藏经》第15册 No.0642），內容講述首楞嚴三昧。
在唐代之前，漢傳佛教相當重視這本經典，但是在宋代之後，這本經逐漸失去影響力。

## 梵源釋義
「首楞嚴」為梵文的音譯，又譯做「首楞伽摩」、「勇伏」、「勇行」、「健相」、「健行」。字根來自，意為“增長”、“勇健”、“勇士”。「三昧」為的音譯，意為心一境性的定境。
學者艾蒂安·拉莫特將「首楞嚴三昧」的字根拆解為，意思為其行進猶如勇士之行進的三昧（英語：the samādhi whose progress is like that of the hero is śūraṃgama samādhih）。文殊師利菩薩是得到首楞嚴三昧的代表人物。

## 版本

### 漢譯本
在漢傳佛教中，最早譯出此經的是支讖。今日所見的是姚秦鳩摩羅什譯，《新出首楞嚴三昧經》二卷，其他譯本已經散失。

#### 佚失譯本
- 《首楞嚴經》，二卷，後漢月支三藏支婁迦讖譯，186年于洛陽，佚失。
- 《首楞嚴經》，二卷，吳月支優婆塞支謙譯，於222-229年在武昌譯出，為支婁迦讖譯本的改譯，佚失。
- 《勇伏定經》，二卷，西晉月支裔敦煌三藏竺法護（Dharmaraksa）譯，291年，佚失。
- 《首楞嚴經》，二卷，西晉西域優婆塞竺叔蘭於291年在洛陽譯，佚失。
- 《首楞嚴經》，二卷，月支優婆塞支施崙、龜茲王世子白延〔帛延〕於咸和三年（328年）在涼州譯，佚失。
- 《蜀首楞嚴經》，二卷，失譯者名，在四川譯，佚失。

（合本）
- 《合首楞嚴經》，八卷，西晉支愍度（支敏度）於301年輯三家譯本（支謙、竺法護、竺叔蘭）的合本，佚失。

#### 現存譯本
- 《首楞嚴三昧經》，二卷，姚秦鳩摩羅什於 385年-402年在長安譯。

### 藏譯本
在藏傳《甘珠爾》中收有印度的Vakyaprabha與西藏的Ratnarakșita於九世紀初譯出的藏傳譯本，名《聖勇行三昧大乘經》，五卷。

### 梵文本
現代考古學界曾在新疆發現相當於本經末尾的梵文寫本殘葉。

## 地位
《摩訶般若波羅蜜經》視「首楞嚴三昧」為諸三昧門之首，入首楞嚴三昧能入諸三昧。菩薩得首楞嚴三昧能摧毀諸煩惱魔障，有如轉輪聖王主兵寶將，所到之處皆悉降伏。《大般涅槃經》說首楞嚴三昧又名：般若波羅蜜、金剛三昧、師子吼三昧、佛性。在《法滅盡經》中，《首楞嚴三昧經》和《般舟三昧經》是法滅中最先消失的經文。
魏晉沙門帛遠（白法祖）、東晉沙門支道林、東晉居士謝敷、南朝沙門弘充等人曾註解本經。不過，皆佚失不存。另有天台宗慧思禪師據本經著作《隨自意三昧》。
《文殊師利般涅槃經》載：「當誦持首楞嚴，稱文殊師利名一日至七日，文殊必來至其人所」，可見文殊菩薩和首楞嚴有密切關係。志怪筆記《冥祥記》中，錄有數則六朝時人讀誦《首楞嚴經》的靈異事跡，可見當時對首楞嚴三昧經的崇信。在唐代以及唐代之前，凡提到《首楞嚴經》皆是指此《首楞嚴三昧經》，宋代後才偶而用來指稱《大佛頂首楞嚴經》。

## 外部連結
- 蔡耀明〈解讀有關《首楞嚴三昧經》的四篇前序後記〉 （页面存档备份，存于）